# Vita dubbelkorsets orden
Vita dubbelkorsets orden (slovakiska: Rad Bieleho dvojkríža), är en slovakisk orden instiftad den 1 mars 1994 av Slovakiens nationella råd i samband med republikens tillkomst. Det fortsätter  tjeckoslovakiska Vita lejonets orden, som instiftades 1922 som en utmärkelse för utlänningar.
Vita dubbelkorsets orden tilldelas endast utländska medborgare:
- "för den omfattande utvecklingen av relationerna mellan staten, vars medborgare de är och den slovakiska republiken";
- "för inflytandet av den slovakiska republikens ställning i internationella relationer";
- "för att ha uppfyllt de utrikespolitiska prioriteringar i Slovakien";
- "för på annat sätt framstående bedrifter i fördel för den slovakiska republiken"; eller
- "för den enastående spridningen av Slovakiens goda rykte utomlands."

## Grader
Vita dubbelkorsets orden har två avdelningar, en civil och en militär, samt tre grader:
- Första klass eller Storkors - ordenstecken  bärs på ordensband på höger skuldra, plus kraschan bärs på vänster bröst;
- Andra klass eller Storofficer - ordenstecken bärs på kedja och kraschan bärs på vänster bröst;
- Tredje klass eller Kommendör - ordenstecken bärs på kedja.

| Första klass (ordenstecken med ordensband och kraschan samt släpspänne) | Andra klass (ordenstecken med kedja och kraschan samt släpspänne) | Tredje klass (ordenstecken med kedja samt släpspänne) |
| ----------------------------------------------------------------------- | ----------------------------------------------------------------- | ----------------------------------------------------- |
|                                                                         |                                                                   |                                                       |